# فريدريك ميريو
فريدريك ميريو (9 فبراير 1968

 في لو سيني سور مير) (بالفرنسية: Frédéric Meyrieu)‏ لاعب كرة قدم فرنسي معتزل كان يجيد اللعب في خط الوسط .
لعب ميريو في أندية لو ريفيست ، طولون ، مرسيليا (1985-1989) لوهافر بالإعارة (1987-1988) بوردو (1989-1990) طولون مجددا (1990-1993) لنس (1993-1996) سيون (1997) ميتز (1997-2002) .
ساهم ميريو في تتويج نادي مرسيليا ببطولة دوري الدرجة الأولى وكأس فرنسا موسم 1988/1989 كما ساهم في تتويج نادي سيون ببطولة الدوري السوبر وكأس سويسرا موسم 1996/1997 .

## روابط خارجية
- فريدريك ميريو على موقع قاعدة بيانات كرة القدم.إي يو (الإنجليزية)